# André Lopes
André Lopes (Seia, 9 december 1982) is een Portugese volleybalspeler. Hij begon zijn loopbaan bij de volleybaltak van Académica Coimbra uit Coimbra en speelde vervolgens bij de volleybaltak van Benfica. Lopes speelt anno 2013 bij de Belgische club Noliko Maaseik. Lopes komt ook uit voor de Portugese nationale ploeg.